# Euparatettix guinanensis
Euparatettix guinanensis är en insektsart som beskrevs av Wei, S.-z. och Z. Zheng 2006. Euparatettix guinanensis ingår i släktet Euparatettix och familjen torngräshoppor. Inga underarter finns listade i Catalogue of Life.